# Port-Mort
 Port-Mort  là một xã thuộc tỉnh Eure trong vùng Normandie miền bắc nước Pháp.